# Vit jordrök
Vit jordrök (Fumaria capreolata) är en växtart i familjen jordröksväxter. 
Blomman är huvudsakligen gräddvit, men röd längst ut på spetsen.